# Guy Harpigny

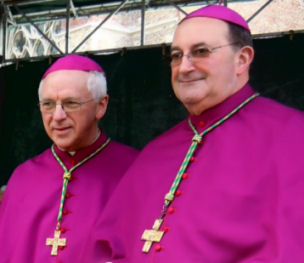
Mgr. Guy Harpigny (rechts)

Bischofswappen von Guy Harpigny

Guy Harpigny (* 17. April 1948 in Luttre) ist ein belgischer Geistlicher und römisch-katholischer Bischof von Tournai.

## Leben
Guy Harpigny studierte Philosophie, Katholische Theologie und Islamwissenschaften in Paris, Tournai, Lille und Kairo. Er wurde im Jahre 1973 zum Priester geweiht. Im selben Jahr trat er seinen Dienst als Professor für Dogmatik und Islamwissenschaften in Charleroi, Tournai und Lille an; später war er Dekan von Mons.
Papst Johannes Paul II. ernannte ihm am 22. Mai 2003 zum 100. Diözesanbischof von Tournai. Am 7. September 2003 empfing er vom Erzbischof von Mecheln-Brüssel, Godfried Kardinal Daneels die Bischofsweihe; Mitkonsekratoren waren die Bischöfe Paul Schruers von Hasselt und André-Joseph Léonard von Namur. Sein Wahlspruch lautete Consacre-les dans la vérité.
2004 war er Mitkonsekrator bei der Bischofsweihe von Pierre Warin, Weihbischof in Namur. In der Nacht vom 3. auf 4. Mai 2007 wurde er bei einem Raubüberfall in seiner Wohnung des bischöflichen Ordinariats verletzt.
2007 wurde er von Papst Benedikt XVI. in den Päpstlichen Rat für den Interreligiösen Dialog berufen.
Er ist seit 2008 Großoffizier (Komtur) des Ritterordens vom Heiligen Grab zu Jerusalem.